# Hujra
La Hujra (en àrab Ḥujra, literalment "habitació", "apartament") és la cambra d'Àïxa on Mahoma, Abu-Bakr i Úmar foren enterrats.
És un dels llocs sagrats de l'islam. De hujra deriva hujrariyya, nom donat als esclaus a Egipte quan eren allotjats a unes casernes properes a la residència dels sobirans, i que sota els fatimites van formar un cos militar.